# Purgatorio
Purgatorio és una pel·lícula dramàtica i thriller de terror espanyola dirigida pel debutant Pau Teixidor i protagonitzada per Oona Chaplin.

## Sinopsi
Marta i Luis viuen en un pis de nova construcció. Una nit que es queda sola la nove veïna veïna, Ana, li demani que tingui cura del seu fill Daniel, però conforme avança la nit ningú passa a recollir-lo. El comportament de Daniel es va fent cada vegada més inestable, inquietant i violent quan assegura que hi ha un altre nen amagat a la casa, un nen que només ell veu.

## Repartiment
- Oona Chaplin com a Marta
- Sergi Méndez com a Daniel
- Andrés Gertrúdix com a Luis
- Ana Fernández com a Ana

## Producció
Fou rodada a pisos de nova construcció de Seseña en 10 dies amb un pressupost de 200,000 euros produïda per Apaches, Atresmedia Cine i CINE365, mentre que Film Factory ha adquirit els drets internacionals.

## Nominacions
Fou nominada a la Bisnaga d'Or al Festival de Màlaga del 2014. Ana Fernández fou nominada al Premi Unión de Actores a la millor actriu secundària de cinema.

## Crítiques
| «                                | "Un, que no sap si està veient «Llum de gas» o un «Mulholland Drive» a Sanchinarro, acaba dient-se allò de «A vegades veig "muermos"» (...) Puntuació: ★★ (sobre 5)" | » |
| — Antonio Weinrichter: Diari ABC | |   |

| «                       | "Per a seguidors d'un terror que és més suspens. (...) El millor: Les seves incursions en la sexualitat adolescent. El pitjor: Esperar un film més retorçat (...) Puntuació: ★★★ (sobre 5)" | » |
| — Pere Vall: Fotogramas | |   |

| «                         | "Oona Chaplin (...) fa que 'Purgatorio' passi de ser un més que acceptable exercici d'estil a una experiència intensa, un passatge pel terror en el qual no vols deixar-li anar mai la mà. (...) Puntuació: ★★★½ (sobre 5)" | » |
| — Manuel Piñón: Cinemanía | |   |